# 比利时人
比利时人（荷蘭語：Belgen）是被认定为西欧联邦国家比利时王国的人。由于比利时是一个多民族国家，这种联系可能是居住的、法律的、历史的或文化的，而不是种族的。然而，大多数比利时人属于两个不同的民族或社区（荷蘭語：gemenschap）原产于该国，即其历史地区：佛兰德斯的弗莱明人说荷兰语，瓦隆人说法语或瓦隆语。还有大量的比利时侨民，他们主要定居在美国、加拿大、法国和荷兰。